# Filipinska žabousta
Filipinska žabousta (lat. Batrachostomus septimus) je ptičja vrsta iz roda Batrachostomus. 

## Rasprostranjenost
Živi na Filipinima i noćna je ptica. Staništa su joj nizinske šume na 2500 m nadmorske visine. Ovoj vrsti prijeti gubitak staništa, ali nije potpuno ugrožena. 

## Izgled i ponašanje
Hrani se raznim zrikavcima, skakavcima i tvrdokrilcima koje lovi noću. Crvenkastosmeđe je boje, a duga je 23 cm. Mužjaci imaju svjetle i tamne pjege na sebi, a ženke ih imaju manje.

## Razmnožavanje
Sezona parenja traje od travnja do lipnja. Gnijezdo se nalazi drvećima visokima 2-5 m. Roditelji ga prave od vlastitog perja, paukove mreže, mahovina i lišajeva. Ženka u gnijezdo postavlja jedno jaje po sezoni. Mužjak leži na jajetu noću, a ženka danju.

## Vanjske poveznice
|  | Zajednički poslužitelj ima još gradiva o temi Batrachostomus septimus |
|  | Wikivrste imaju podatke o taksonu Batrachostomus septimus             |